# Rasbora tubbi
Rasbora tubbi är en fiskart som beskrevs av Brittan, 1954. Rasbora tubbi ingår i släktet Rasbora och familjen karpfiskar. Inga underarter finns listade i Catalogue of Life.